# 普洛斯凱 (克列梅涅茨區)
50°2′40″N 25°46′59″E / 50.04444°N 25.78306°E
普洛斯凱（羅馬化：Ploske）是烏克蘭西部捷爾諾波爾州克列梅涅茨區克列梅涅茨市鎮的村落，始建於十六世紀，面積1.72平方公里，海拔高度410米，2001年人口503，人口密度每平方公里292.8人。